# Danh sách xã thuộc tỉnh Hà Nam
Tính đến ngày 1 tháng 1 năm 2025, tỉnh Hà Nam có 98 đơn vị hành chính cấp xã, trong đó có 65 xã..
Dưới đây là danh các xã thuộc tỉnh Hà Nam hiện nay.
| Xã            | Trực thuộc       | Diện tích (km²) | Dân số (người) | Mật độ dân số (người/km²) | Thành lập |
| ------------- | ---------------- | --------------- | -------------- | ------------------------- | --------- |
| An Đổ         | Huyện Bình Lục   |                 |                |                           |           |
| An Lão        | Huyện Bình Lục   |                 |                |                           |           |
| An Ninh       | Huyện Bình Lục   |                 |                |                           |           |
| Bắc Lý        | Huyện Lý Nhân    |                 |                |                           |           |
| Bình An       | Huyện Bình Lục   |                 |                |                           |           |
| Bình Nghĩa    | Huyện Bình Lục   |                 |                |                           |           |
| Bồ Đề         | Huyện Bình Lục   |                 |                |                           |           |
| Chân Lý       | Huyện Lý Nhân    |                 |                |                           |           |
| Chính Lý      | Huyện Lý Nhân    |                 |                |                           |           |
| Chuyên Ngoại  | Thị xã Duy Tiên  | 8,78            |                |                           |           |
| Công Lý       | Huyện Lý Nhân    |                 |                |                           |           |
| Đạo Lý        | Huyện Lý Nhân    |                 |                |                           |           |
| Đinh Xá       | Thành phố Phủ Lý | 6,36            |                |                           |           |
| Đồn Xá        | Huyện Bình Lục   |                 |                |                           |           |
| Đồng Du       | Huyện Bình Lục   |                 |                |                           |           |
| Đức Lý        | Huyện Lý Nhân    |                 |                |                           |           |
| Hòa Hậu       | Huyện Lý Nhân    |                 |                |                           |           |
| Hoàng Tây     | Thị xã Kim Bảng  |                 |                |                           |           |
| Hợp Lý        | Huyện Lý Nhân    |                 |                |                           |           |
| Khả Phong     | Thị xã Kim Bảng  |                 |                |                           |           |
| Kim Bình      | Thành phố Phủ Lý | 6,29            |                |                           |           |
| La Sơn        | Huyện Bình Lục   |                 |                |                           |           |
| Liêm Cần      | Huyện Thanh Liêm |                 |                |                           |           |
| Liêm Phong    | Huyện Thanh Liêm |                 |                |                           |           |
| Liêm Sơn      | Huyện Thanh Liêm |                 |                |                           |           |
| Liêm Thuận    | Huyện Thanh Liêm |                 |                |                           |           |
| Liêm Túc      | Huyện Thanh Liêm |                 |                |                           |           |
| Liên Sơn      | Thị xã Kim Bảng  |                 |                |                           |           |
| Mộc Hoàn      | Thị xã Duy Tiên  | 20,04           |                |                           |           |
| Ngọc Lũ       | Huyện Bình Lục   |                 |                |                           |           |
| Nguyên Lý     | Huyện Lý Nhân    |                 |                |                           |           |
| Nguyễn Úy     | Thị xã Kim Bảng  |                 |                |                           |           |
| Nhân Bình     | Huyện Lý Nhân    |                 |                |                           |           |
| Nhân Chính    | Huyện Lý Nhân    |                 |                |                           |           |
| Nhân Khang    | Huyện Lý Nhân    |                 |                |                           |           |
| Nhân Mỹ       | Huyện Lý Nhân    |                 |                |                           |           |
| Nhân Nghĩa    | Huyện Lý Nhân    |                 |                |                           |           |
| Nhân Thịnh    | Huyện Lý Nhân    |                 |                |                           |           |
| Phú Phúc      | Huyện Lý Nhân    |                 |                |                           |           |
| Phù Vân       | Thành phố Phủ Lý | 5,65            |                |                           |           |
| Thanh Hà      | Huyện Thanh Liêm |                 |                |                           |           |
| Thanh Hải     | Huyện Thanh Liêm |                 |                |                           |           |
| Thanh Hương   | Huyện Thanh Liêm |                 |                |                           |           |
| Thanh Nghị    | Huyện Thanh Liêm |                 |                |                           |           |
| Thanh Nguyên  | Huyện Thanh Liêm |                 |                |                           |           |
| Thanh Phong   | Huyện Thanh Liêm |                 |                |                           |           |
| Thanh Sơn     | Thị xã Kim Bảng  |                 |                |                           |           |
| Thanh Tâm     | Huyện Thanh Liêm |                 |                |                           |           |
| Thanh Tân     | Huyện Thanh Liêm |                 |                |                           |           |
| Thanh Thủy    | Huyện Thanh Liêm |                 |                |                           |           |
| Thụy Lôi      | Thị xã Kim Bảng  |                 |                |                           |           |
| Tiên Ngoại    | Thị xã Duy Tiên  | 7,51            |                |                           |           |
| Tiên Sơn      | Thị xã Duy Tiên  | 12,31           |                |                           |           |
| Tiến Thắng    | Huyện Lý Nhân    |                 |                |                           |           |
| Tiêu Động     | Huyện Bình Lục   |                 |                |                           |           |
| Trác Văn      | Thị xã Duy Tiên  | 9,84            |                |                           |           |
| Tràng An      | Huyện Bình Lục   |                 |                |                           |           |
| Trần Hưng Đạo | Huyện Lý Nhân    |                 |                |                           |           |
| Trịnh Xá      | Thành phố Phủ Lý | 6,04            |                |                           |           |
| Trung Lương   | Huyện Bình Lục   |                 |                |                           |           |
| Văn Lý        | Huyện Lý Nhân    |                 |                |                           |           |
| Văn Xá        | Thị xã Kim Bảng  |                 |                |                           |           |
| Vũ Bản        | Huyện Bình Lục   |                 |                |                           |           |
| Xuân Khê      | Huyện Lý Nhân    |                 |                |                           |           |
| Yên Nam       | Thị xã Duy Tiên  | 8,12            |                |                           |           |